# 北斗夢学院・桜組
北斗夢学院♡桜組（ほくとゆめがくいんさくらぐみ）とは北海道北斗市を拠点として渡島総合振興局及び檜山振興局管内を中心として活動を行っているローカルアイドルグループである。函館市にあるデザイン事務所スタイルシックス所属。略称は桜組。

## 概要
北斗夢学院桜組はみなみ北海道にある北斗市の公認ご当地アイドルグループ。
北海道新幹線北斗市開業に向けて地域活性化と観光PRのお手伝いを目的に結成された。

## 略歴

### 2011年
- 5月8日、第15回北斗陣屋桜まつりにてデビュー
- 7月17日、Jリーグ加盟プロサッカーチームコンサドーレ札幌のホームゲームPR道南担当に任命される

### 2012年
- 12月、移動用専用車が提供される(佐藤自動車販売株式会社）
- 12月、なつき加入

### 2013年
- 6月8日、ファースト・シングル「桜色のエール」発売

### 2015年
- 1月17日、セカンドシングル「GET A CHANCE!」発売
- 3月22日、自身初の地元主催ライブを函館市内Club cocoaにて開催

### 2016年
- 3月31日、北海道新幹線新函館北斗開業PR関連イベントが終わったことで活動終了（「解散」ではない）

## 所属メンバー

### 現在のメンバー
| メンバーカラー | ニックネーム | ニックネーム | 生年月日      | 加入期 | 加入日    | 備考                   |
| -------------- | ------------ | ------------ | ------------- | ------ | --------- | ---------------------- |
| ピンク         | もえたん     | もえか       | 1996年3月13日 | 1期    | 2011年3月 | 函館美少女図鑑元モデル |
| 青             | あっちん     | あすか       | 1998年5月12日 | 1期    | 2011年3月 |                        |
| 緑             | なっちゃん   | なつき       | 1998年9月15日 | 2期    | 2013年    |                        |

## シングル
- 「桜色のエール」（2013年6月8日発売）
- 「GET A CHANCE!」（2015年1月17日発売、テレビ大分「パチンコプレイガイドTV・大分版」2015年2月エンディングテーマ、ディー・エヌ・エーSHOWROOMイベント特典)

### テレビ番組
- NCV函館センター(ケーブルテレビ局)、何ン田研二のカラオケDoなンだ
- TBS系さんまのSUPERからくりテレビ(2011年9月)

### ラジオ番組
- NHKラジオ第1放送青森放送局「青函ラジオ〜津軽海峡・春景色2015」(2015年4月)